# 다나카 미쿠
다나카 미쿠(일본어: 田中 美久, MIKU TANAKA, 2001년 9월 12일 ~ )는 일본의 여성 아이돌 그룹 전 HKT48 팀KIV와 덴덴무Chu!의 멤버이다.

## 내력
2019년
- AKB48의 56번째 싱글 서스테이너블에서 HKT48 중 유일하게 선발되었다.

2023년
- 12월 29일, HKT48를 졸업.

## 출연작
- PRODUCE 48 (2018년 6월 15일 ~ 2018년 8월 31일, Mnet)